# Азар'єв Олег Геннадійович
Оле́г Генна́дійович Аза́р'єв (*17 травня 1956, Сімферополь) — російський письменник.
Закінчив Кримський медичний інститут та Всеросійський державний інститут кінематографії ім. С. О. Герасимова.
Тривалий час працював лікарем. Нині директор приватного агентства «АЗ».
Пише російською мовою. Автор книжки фантастики «Храм зла», поеми «Заповедные тропы», вибраних статей про Крим «Сила слов».

## Джерело
- Письменницький довідник [Архівовано 30 червня 2008 у Wayback Machine.]

| Письменник | Це незавершена стаття про письменника. Ви можете допомогти проєкту, виправивши або дописавши її. |